# 백자 달항아리 (국보 제309호)
백자 달항아리(白磁 壺)는 서울특별시 용산구 삼성미술관 리움에 있는 조선시대의 백자이다. 2007년 12월 17일 대한민국의 국보 제309호로 지정되었다.

## 개요
백자 달항아리는 보통 높이가 40cm 이상 되는 대형으로, 둥글고 유백색(乳白色)의 형태가 둥근 달을 연상하게 되어 일명 ‘달항아리’라고도 불린다. 조선 17세기 후기~18세기 전기의 약 1세기 동안(특히 18세기 전기 50년간) 조선왕조 유일의 관요(官窯) 사옹원(司饔院)의 분원(分院) 백자제작소(경기도 광주)에서 만들어진 것으로, 당시 광주지역에 산재한 340여 개소의 가마 가운데 금사리 가마에서 주로 제작된 것으로 추정하고 있다.
크기가 대형인 탓에 한번에 물레로 올리지 못하고 상하 부분을 따로 만든 후, 두 부분을 접합하여 완성한 것으로 성형(成型)과 번조(燔造)가 매우 어렵다. 순백의 미와 균형감은 전 세계에서 유례를 찾아볼 수 없는 우리나라 백자의 독특하고 대표적인 형식이다.
국보 제309호 백자 달항아리는 높이 44cm, 몸통지름 42cm 크기에 구연부가 짧고 45°정도 경사진 것으로 몸통의 곡선이 둥글며 매우 풍만한 형태를 하고 있다. 몸통의 중심부 이어붙인 부분에 일그러짐이 거의 없어서 측면 곡선은 거의 완전한 원을 그리고 있다. 구연부의 외반 정도와 수직 굽이 조화되어 풍만하면서 안정적이며 전반적으로 완전한 균형을 유지하고 있어 전형적인 조선 중기 백자 호의 특징을 보인다. 몸통 전면에 성형 흔적 없이 표면이 일정하게 정리되어 있어 최고수준의 환경에서 제작되었음을 보여주며, 굽은 수직에 가깝고 깎음새도 매우 단정하다.

## 규격
높이 44.2cm, 몸지름 42.4cm, 입지름 21.3cm, 밑지름 16.5cm이다.

## 현상
태토는 자기질화되어 매우 단단하며, 유색은 상아색 계통이나 뭉친 부분에서는 약간 파르스름한 색을 머금고 있는 등 용융상태 우수한 편이다. 사용과정에서 유층으로 불순물이 배어 크고 작은 얼룩이 있다. 유약은 전면적으로 빙렬이 많고, 여러 군데 박락된 부분과 패인 홈과 긁힌 자국이 많다. 유약의 박락은 굽다리 주변에서 집중적으로 관찰된다. 굽다리 안바닥은 기본적으로 무유이며, 약간 숙성이 덜된 흔적이 보인다.
굽다리 바닥에 수평을 맞추기 위해 갈아낸 흔적(약 4mm 내외)이 있다.
몸통 내면에는 물레자국이 선명하며 중간에 상하반부를 이은 돌출대가 있고, 그 주위에 터진 금이 있다.

## 내용 및 특징
구연부가 짧고 45° 정도 경사진 것으로 몸통의 곡선이 둥글며 매우 풍만한 형태를 하고 있다. 몸통의 중심부 이어붙인 부분에 일그러짐이 거의 없어서 측면 곡선은 거의 완전한 원을 그리고 있다. 구연부의 외반 정도와 수직 굽이 조화되어 풍만하면서 안정적이며 전반적으로 완전한 균형을 유지하고 있어 전형적인 조선중기의 특징을 보인다. 몸통 전면에 성형 흔적없이 표면이 일정하게 정리되어 있어 최고수준의 환경에서 제작되었음을 보여주며, 굽은 수직에 가깝고 깎음새도 매우 단정하다.
유약은 무색투명하여 태토의 백색을 그대로 투과해 보이며 전면에 미세한 pin-hole이 있고 용융상태는 양호하다. 태토는 정선되었으나 치밀도가 약간 떨어지며, 유태색은 순백색이나 아주 엷은 담청색을 띠고 있다.
기면 전체에 잡물(얼룩)이 스며들어 색상이 변질된 부분이 있다.
국보로 지정가치가 충분하다

## 같이 보기
- 백자

## 참고 자료
- 백자 달항아리 - 국가유산청 국가유산포털